# Едгар Енде
Едгар Карл Алфонс Енде (на немски: Edgar Karl Alfons Ende; 1901- 1965) е германски художник-сюрреалист, баща на писателя Михаел Енде.
Енде посещава училище по изкуства и занаяти в Алтона, Хамбург от 1916 г. до 1920 г. През 1922 г. се жени за Гертруд Щрунк. Бракът му продължава четири години. Той се жени повторно през 1929 г. и синът му Михаел се ражда същата година. Въпреки че през 30-те картините на Енде се радват на нарастващ международен интерес, те са обявени за дегенеративно изкуство (на немски: Еntartete Kunst) от нацистката власт и му е забранено да рисува и да прави изложби през 1936 г. През 1940 г. той е мобилизиран от Вермахта като оператор на противовъздушна артилерия.
По-голямата част от предвоенните му картини са унищожени по време на бомбена атака в Мюнхен през 1944 г., но Енде продължава да рисува в същия сюрреалистичен стил до 1965 г., когато умира от инфаркт.
Счита се, че картините на Едгар Енде са оказали значително влияние върху творчеството на сина му. Книгата на Михаел Енде „Огледало в огледалото“ (Der Spiegel im Spiegel) представлява сборник разкази, които се основават на сюрреалистични творби на Едгар Енде и са публикувани заедно с тях.